# Fiesta de San Roque (Tolox)
La Fiesta de San Roque, conocida como la Cohetá, es una celebración que tiene lugar cada 16 de agosto en Tolox (Málaga, España), de donde es patrón.
El acto principal de la festividad es una procesión con la talla de San Roque, acompañada por miles de cohetes, aproximadamente 50.000, que los vecinos hacen estallar al paso de la imagen como su particular ofrenda y muestra de devoción. De ahí la denominación popular de Cohetá (cohetada) aplicada a esta fiesta.

## Historia
Según actas capitulares de 1749, San Roque era ya patrón de Tolox en este año y según actas capitulares de 1864, siendo alcalde José Valentín García, con fecha 10 de agosto, prohibieron las armas de fuego durante la procesión, pues era haciendo ruido con ellas como se festejaba en Tolox el día de San Roque.
Tanta es la veneración del pueblo por su patrón, que cuentan con tres imágenes del mismo. La imagen que es procesionada es obra del taller de Francisco Buiza y se adquirió en 1969, siendo párroco del pueblo José Carretero Ruiz. El citado sacerdote también promovió la construcción de una ermita a dos kilómetros de Tolox, donde fue trasladada la imagen sustituida, la cual fue despedida por los toloxeños con pañuelos blancos y lágrimas.
Con el paso de los años y con la finalidad de poder realizar una romería (se celebra el fin de semana anterior al inicio de la feria en honor a San Roque), se adquirió una imagen de San Roque de menor tamaño y peso, la cual se encuentra en la citada ermita, cohabitando en la iglesia de San Miguel de Tolox dos imágenes de San Roque, la antigua y la que se procesiona.